# Hauptidia armata
Hauptidia armata är en insektsart som först beskrevs av Ribaut 1948.  Hauptidia armata ingår i släktet Hauptidia och familjen dvärgstritar.
Artens utbredningsområde är Cypern. Inga underarter finns listade i Catalogue of Life.